# جو منگنیلو
جو منگنیلو (انگلیسی: Joe Manganiello; ارمنی: Ջո Մանգանելո زادهٔ ۲۸ دسامبر ۱۹۷۶) یک  بازیگر سینما ارمنی‌تبار اهل ایالات متحده آمریکا است. وی از سال ۲۰۰۲ میلادی تاکنون مشغول فعالیت بوده است. وی در فیلم لیگ عدالت در نقش دث استروک ظاهر شد. او در سریال خون حقیقی که از اچ‌بی‌او پخش می‌شد نقش برجسته‌ای داشت.
وی مدافع آرمان‌های ارمنیان می‌باشد و در هیئت‌مدیره صندوق کودکان ارمنستان فعالیت می‌کند. وی در سال ۲۰۲۵، به اجلاس حمایت از ارمنیان آمریکا در کینات، واشینگتن، دی.سی. پیوست و سخنران اصلی در مراسم بزرگداشت نسل‌کشی ارمنی‌ها در کنگره ایالات متحده آمریکا بود.

## بخشی از فیلمشناسی

### سینمایی
از فیلم‌ها یا برنامه‌های تلویزیونی که وی در آن نقش داشته است می‌توان به آثار زیر اشاره کرد.
- مرد عنکبوتی (۲۰۰۲)
- مرد عنکبوتی ۳ (۲۰۰۷)
- وقتی حامله هستی باید منتظر چه چیزی باشی (۲۰۱۱)
- مجیک مایک (۲۰۱۲)
- سابوتاژ (۲۰۱۴)
- شوالیه جام‌ها (۲۰۱۵)
- ویرانه (فیلم ۲۰۱۵) (۲۰۱۵)
- مایک جادویی ایکس‌ایکس‌ال (۲۰۱۵)
- اسمورف‌ها: دهکده گمشده (۲۰۱۷)
- لیگ عدالت (فیلم) (۲۰۱۷)
- رمپیج (۲۰۱۸)
- والدین مست (۲۰۱۹)
- ریبوت جی و باب ساکت (۲۰۱۹)
- لیگ عدالت زک اسنایدر (۲۰۲۱)
- آخرین رقص مایک جادویی (۲۰۲۳)

### تلویزیونی
- سی‌اس‌آی (۲۰۰۶)
- کلوز د هوم (مجموعه تلویزیونی ۲۰۰۵) (۲۰۰۶)
- چگونه با مادرتان آشنا شدم (۲۰۰۶–۲۰۱۲)
- اسکرابز (مجموعه تلویزیونی) (۲۰۰۷)
- بخش فوریت‌های پزشکی (مجموعه تلویزیونی) (۲۰۰۷)
- سی‌اس‌آی: میامی (۲۰۰۹)
- متوسط (مجموعه تلویزیونی) (۲۰۰۹)
- سی‌اس‌آی: نیویورک (۲۰۱۰)
- خون حقیقی (۲۰۱۰–۲۰۱۴)
- دبلیودبلیوئی را (۲۰۱۰–۲۰۱۴)
- دو مرد و نصفی (۲۰۱۱)
- یقه سفید (مجموعه تلویزیونی) (۲۰۱۲)
- تاکینگ دد (مردگان متحرک) (۲۰۱۳)
- مام (مجموعه تلویزیونی) (۲۰۱۶)
- امروز رو بچسب (۲۰۱۹)
- تئوری بیگ بنگ (۲۰۱۹)
- جنگ ستارگان مقاومت (۲۰۱۹)
- سبزهای شهر بزرگ (۲۰۲۱–۲۰۲۵)
- بابل گاپیز (۲۰۲۲)
- عشق، مرگ و ربات‌ها (۲۰۲۲)
- جستجوی افسانه‌ای (۲۰۲۲)
- وان پیس (مجموعه تلویزیونی ۲۰۲۳) (۲۰۲۵)